# Suani Uelese
Suani Uelese (30 maggio 1991) è un calciatore samoano americano, di ruolo attaccante.

## Carriera

### Nazionale
Nel 2011 ha giocato 4 partite in nazionale, 3 delle quali in partite di qualificazione ai Mondiali del 2014.